# Lampyrinae
Lampyrinae là một phân họ bọ cánh cứng trong họ Lampyridae.

## Phân loại
Cyphonocerinae từng được xếp vào đây nhưng hiện nó đã được tách ra riêng biệt. Psilocladinae theo một cách nào đó có thể là tên đồng nghĩa của tông Photinini, nhưng cần có những nghiên cứu sâu hơn. Amydetinae trước đây là một phân họ mà hiện tại phần lớn cũng được xếp vào đây. Tông Pleotomini có vẻ là một nhánh biệt hóa của Lampyrini và cũng được xếp vào đây, trong khi Photinini có vẻ như bao gồm hai nhánh riêng biệt, một có thể tác biệt thành tông Phosphaenini. Trong khi đó, Cratomorphini chỉ có thể là một dạng tương tự của Lampyrinae cổ không có quan hệ và được xếp không chính xác thành tông.
Với những thay đổi trên và các vị trí không chắc chắn, một vài chi chưa được xếp vị trí rõ ràng trong phân họ này, như: 
- Amydetes
- Lamprigera
- Lucidina (Photinini/Phosphaenini?)

Chi Pristolycus có thể nằm trong phân họ Luciolinae.

## Hình ảnh

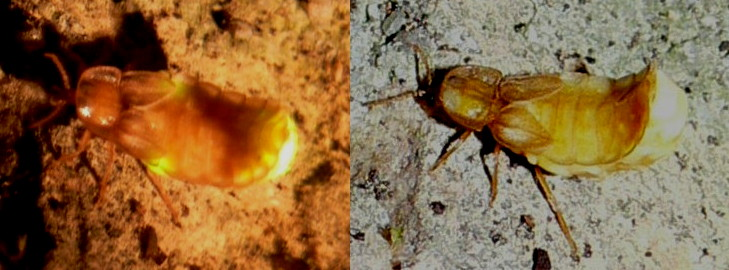